# الضورين

تعديل مصدري - تعديل

الضورين هي إحدى حارات حي يريم بمدينة يريم أحد مدن محافظة إب، بلغ تعداد سكانها 174 نسمة حسب تعداد اليمن لعام 2004.